# クロノ・トリガー
『クロノ・トリガー』（Chrono Trigger）は、スクウェア（現スクウェア・エニックス）から発売された日本のゲームソフト。ジャンルはロールプレイングゲーム。スーパーファミコン用として1995年3月11日に発売された（以降に他ゲーム機などに移植された各機種版の詳細については、本項の副節#移植版を参照）。
続編にあたる『クロノ・クロス』については、リンク先の記載を参照。2019年時点で『クロノ』シリーズ（『クロノ・トリガー』 / 『クロノ・クロス』）の累計出荷数が550万本以上を達成。

## ストーリー
序盤
主人公の少年クロノは、ガルディア王国の千年祭の会場で知り合ったマールと共に、幼馴染みのルッカが発明した転送装置の展示へと出向く。しかし転送装置のトラブルによりマールが目の前で消えてしまう。
後を追ったクロノが辿り着いた先は、中世のガルディア王国だった。マールと再会するも、彼女は先祖であるリーネ王妃と取り違えられ、その結果、歴史に影響を与えたことで消滅してしまう。クロノは歴史を元に戻すため、後を追ってきたルッカ、そしてカエルの姿をした剣士カエルと協力し、本物のリーネ王妃を魔物の手から救い出す。
カエルと別れ、再び現れたマールと共に現代へと戻ってきたクロノだったが、王女誘拐犯として王国裁判にかけられてしまう。空中刑務所から脱走したクロノたちは追手から逃れるべく、一か八か偶然見つけたゲートへと飛び込む。
行きついた先には荒廃した風景が広がっていた。シェルターに残されていたコンピュータの記録から、その世界が大災害「ラヴォス」によって滅亡した「自分たちの未来」であることを知る。クロノたちは絶望の淵に突き落とされるも、マールを救った時のように過去へと干渉することで、世界の滅亡を防ぎ歴史を変えることを決断する。
中盤
ルッカの修理によって人間の心を持った未来のロボット、ロボを仲間に加えた一行は、現代の魔族から「中世の魔王がラヴォスを生み出した」という情報を得る。中世へ飛び、魔王を唯一倒せるという聖剣グランドリオンと、それを使いこなせる勇者を探し求めたクロノたちはカエルと再会し、彼の住処で折れたグランドリオンの柄を発見する。
聖剣修復の材料を求めて原始時代へと飛んだクロノたちは、イオカ村の女酋長エイラと出会う。彼女たち原始人は、恐竜人と種族の存亡をかけた激戦を繰り広げていた。修復材料である赤い石を手に入れたクロノたちは現代に戻り、グランドリオンを復活させ、再びカエルのもとを訪れる。彼は回想の中で、かつてグランドリオンを手にした勇者サイラスの親友であり、呪いで姿を変えられたという生い立ちを思い返す。
グランドリオンを手にしたカエルと共に魔王を倒したクロノたちだが、魔王はラヴォスを生み出したのではなく、地底に眠るラヴォスを呼び起こそうとしていただけと告げる。
終盤
ラヴォス復活の儀式の影響で「巨大なゲート」が開き、クロノたちは原始時代へ飛ばされた。恐竜人との決戦に臨むエイラと共に戦い、首領アザーラを倒すことに成功したが、空に輝いていた赤い星が地上に墜落する。その時エイラのつぶやいた言葉「ラヴォス」にクロノたちは驚愕する。別の惑星から地球へやってきた異星知性体、それがラヴォスだった。
ラヴォスの衝突によって発生した巨大クレーターにはゲートが開いており、クロノたちは人々が魔法を利用していた古代文明の時代へとやってくる。そこでラヴォスの力を手に入れようとする女王ジールの野望を食い止めようとするが、ラヴォスの力は強大で、戦いの中クロノが消滅してしまう。
最終盤
クロノの犠牲により難を逃れた仲間たちであったが、彼を喪った悲しみに暮れていた。そんな折、同じ時代に飛ばされていた魔王から「時の賢者ハッシュ」なら、クロノを助けられる手段を知ると聞く。「時の卵」クロノ・トリガーの力を借り、無事クロノを生還させた一行は、再びラヴォスとの最終決戦に赴くのであった。

## 世界設定
主人公たちは過去・現在・未来にわたり、時間を越えて冒険をする。冒険の舞台となる時代は5つあり、その数だけワールドマップが用意されている。また、過去での行動により現在と未来のワールドマップや人物などに変化が発生するケースもある。
次に、各時代の特色を紹介する。なお、「A.D.」は「ガルディア王国暦」、「B.C.」は「ガルディア王国暦前」で、A.D.1年はガルディア王国の成立年である。
原始（B.C.65000000）
猿から進化した人間と、恐竜から進化した恐竜人が「大地のおきて」に従って種族存亡を懸け争う時代。人間たちは竪穴建物を築き小集落を形成している一方、恐竜人たちはコロニーに大集落を作り上げている。また人間たちは、恐竜人と戦う「イオカ族」と、恐竜人を恐れて森に隠れ住む「ラルバ族」の二族に分かれている。各地で火山が噴煙を上げており、その合間に平野とジャングルがある。
古代（B.C.12000）
雪と氷に覆われた極寒の世界であり、現代では失われた「魔法」が使われていた時代である。陸地はわずかに残るばかりで、地表のほとんどは海で占められている。また、この時代の人間は魔法の能力を持つか否かで2つの層に分けられている。魔法を使えない人間「地の民」は、厳しい地上の環境の中で貧しい生活を強いられている。一方、魔法を使える人間「光の民」は、浮遊大陸に存在する魔法王国ジールで、高度な文明の恩恵を受け豊かな暮らしをしている。のちに大陸の大半が海中に沈むが、A.D.600年に地形変化などは起きていない。
中世（A.D.600）
ガルディア王国を中心とする人間と魔物たちによる魔王軍が、世界の覇権を巡り争っている時代。人間側の唯一の希望である勇者サイラスは、青年剣士グレンと共に魔王討伐を志すが、サイラスは敗れ、人々は絶望の淵に立たされていた。
現代（A.D.1000）
ガルディア王国建国1000年を祝う千年祭が開かれている平和な時代。電気・ガス・水道などの一般的なライフラインが普及している。王国に住む少年クロノは、祭りの会場で一人の少女と出会う。その後、幼馴染の科学者ルッカが発明したテレポッドという転送装置がきっかけとなり、遥かなる時間を巡る冒険に旅立つことになる。
世界崩壊（A.D.1999）
A.D.1999年、ラヴォスの日1時24分、6000万年以上もの長きに渡って地中深くに潜んでいたラヴォスが地上へと姿を現したことにより、地球は死の星となる。DS版ではタイムワープ時にこの時代にカーソルを合わせるとワールドマップが確認できるが、ラヴォスとの戦い以外で冒険の舞台として歩くことはできない。なおこの時代のラヴォスとの戦いに敗れると、それにより世界が滅ぼされる様子が描かれたバッドエンディングが流れる。
未来（A.D.2300）
ラヴォスによる世界崩壊から数百年を経た時代。かつての地形と高度な文明は崩壊し、既存の国家や町は全て滅亡している。人々は地上に残るシェルターでわずかに生き長らえていたが、食料の枯渇が深刻化しており、生きる希望を失っていた。廃墟の街には暴走した機械や環境悪化により出現したミュータントがあふれ、人々に牙を向く。
時の最果て（∞）
全ての時代に通じていながら、どの時代にも属さない時空を越えた謎の空間。物語を進める上でクロノたちの拠点となる。

## 登場キャラクター
括弧内は英語版 "Chrono Trigger" およびニンテンドーDS移植版における英語設定での名前。日本語版とは異なる名前になっているキャラクターも多い。日本語版での名前に英文字綴りがあるものは、日本語版 / 英語版の順に記す。
なお全てのプレイヤーキャラクターは登場時にプレイヤーが名前を変更できるため、その際の初期名を記す。

### パーティーメンバー
クロノ (Chrono / Crono)
本作の主人公。17歳の少年。現代のガルディア王国で母親と暮らす普通の町民だったが、マールとの出会いと、ルッカの発明による事故から、人類の未来を護るための戦いに身を投じることになる。
セリフは喋らないが、特定のエンディングで唯一のセリフが用意されている。逆立った鮮やかな赤い髪とはちまきがトレードマーク。公式イラストでは左手で刀を持っているものが大半である。当初はパーティから外すことはできないが、後述の復活イベント以降はフリーメンバーとなる。
終盤で死亡するイベントがあり、復活させるイベントもあるが、彼を復活させなくてもクリア可能。その場合、エンディングは仲間が彼を蘇らせる方法を探すという内容となる。
PS版およびDS版で追加されたエンディングでは、マールと結婚するハッピーエンドが追加されている。
使用する武器は日本刀。属性は天で、雷系の魔法を使う。日本刀と天属性の魔法による攻撃がメインになるキャラクターである。
『クロノ・クロス』では「クロノたちが死亡した歴史」のクロノが登場。子供の姿になっており、当初は年相応の幼い口調だった。最終決戦に向かうセルジュに対し、様々な真実を告げ、「新たなるクロノ・トリガー」という言葉を送った。
マール (Marl / Marle)
本作のヒロイン。クロノが千年祭会場で出会った16歳の少女。金髪をポニーテールに結っている。A.D.1000年のガルディア王国の王女であり、本名はマールディア（Nadia）。名前を変更した場合は、名前の最後に「ディア」がつく。天真爛漫でおてんばな性格。しかし、実際は臆病で涙もろい一面もあり、自身を救ったクロノには強い信頼を寄せている。
城を抜け出した際にクロノと出会い、そのまま彼と共に千年祭を回ることになるが、ルッカの発明の事故により中世へと飛ばされてしまう。クロノによって救われるが、現代では「クロノがマールを誘拐した」と誤解されており、クロノは裁判にかけられることとなってしまう。大臣の謀略でクロノの処刑が確定したことで父王に反抗し、クロノを助けて「城出」する。そのまま未来の時代へと逃亡する形で移動し、クロノたちと旅をすることになる。
武器はボウガンもしくは弓。属性は水で、その中でも氷系の魔法を主に使う。初期段階から回復技を使うことができ、攻撃魔法・回復魔法・蘇生魔法・補助魔法を覚えていく。魔力が高いため回復魔法の効果が高いが、一方で強力な攻撃魔法は覚えないので終盤は支援面が強く出る。
PS版およびDS版で追加されたエンディングでは、クロノと結婚するハッピーエンドが追加されている。
『クロノ・クロス』では「クロノたちが死亡した歴史」のマールが登場。子供の姿になっており、セルジュたちに様々な真実を伝え、最終決戦に向かう彼にサラを助けてほしいと懇願した。
ルッカ (Lucca)
クロノの幼馴染である19歳の少女。紫のショートヘアで顔が出るタイプのヘルメットを着用しており、眼鏡を掛けている。大の発明好きで、自分の才能に強い自信を持っている。機械いじりが趣味で、彼女の開発したテレポッド（転移装置）が本作の冒険が始まるきっかけとなる。10年前に起きた母・ララの両足に関する悲劇を阻止できなかったことがきっかけで、以後機械に興味を持つようになる。
ガン（銃）を武器として使う。属性は火で、炎で敵を焼き尽くす魔法を使う。また各種発明品による攻撃も行う。魔力が高いため、火属性の魔法、特に終盤で使用可能となるフレアは高い攻撃力を誇る。
カエルが元のグレンの姿に戻ったエンディングでは、彼に対しハンサムと発言したり、ガルディア城のある兵士の顔には攻撃をしなかったりと、ハンサムには目が無いという一面もある。
また、マールがクロノへの好意をはっきり示すのに対し、ルッカは恋愛に興味を示す描写が少ない。しかし、クロノ復活のイベントではパーティからマールを外し、ルッカだけを入れている状態でのみルッカのクロノに対する「本当の気持ち」を垣間見ることができる。
『ラジカル・ドリーマーズ』ではヒロイン・キッドの姉代わりだった。
『クロノ・クロス』では「ルッカ・アシュティア」というフルネームが設定されている。そちらでは孤児院を営んでおり、ヒロイン・キッドにとって姉同然の存在であった。ルッカ本人は登場しないが、「クロノたちが死亡した歴史」のルッカが登場した。子供の姿になっており、ヒロイン・キッドにまつわる様々な真実を語った。またPS版『クロノ・トリガー』ではこのキッドらしき赤ん坊を拾うエンディングが追加された。
のちに発売されたPSゲーム『ゼノギアス』では、最序盤に色々な情報を教えてくれるゲストキャラクターとして出演している。
2017年4月からリリースされているスマートフォンおよびPCゲーム『アナザーエデン 時空を超える猫』では、ストーリーの序盤からルッカの容姿に酷似した「アシュティア」が登場。『クロノ・クロス』とのコラボレーションの際に顔グラフィックが追加され、2022年11月のアップデートにてストーリー進行で加入するキャラクターとして実装された。声優は山崎和佳奈が務める。
ロボ (Robo)
未来の「プロメテドーム」で故障した状態で倒れていた人型ロボット。偶然通りかかったクロノ一行が発見し、ルッカの手で修理され仲間となる。製造番号は「R-66Y」だが、マールの助言を受けたクロノにより「ロボ」と名付けられた。
内蔵されたロケットパンチやレーザーによる攻撃、さらにはビームによる回復など多彩な技を使う。レーザーなどの内蔵武器を除けば、素手での打撃や体当たりを主体とするが、アームの部分が換装可能な武器となっている。ロボットのため属性はないが、スペッキオによるとレーザーでの攻撃が冥属性によく似ているとのこと。
本名は「プロメテス」。その正体は、未来世界において人類の駆逐を目論むコンピューターシステム「マザーブレーン」が人類抹殺のために生み出した戦闘兵器。終盤のサブイベントでは自らの正体を知りながらもクロノたちと共に戦う道を選び、マザーブレーンを破壊した。
ラヴォスを倒すことにより歴史が変わると、ロボたちが開発・生産されない未来につながる可能性があることを認識していた。ルッカもその点に気付いており、ラヴォス戦後に別れを惜しむと共に、冷静に対処するロボに対し涙を見せた。一方のロボも「オイルでアイセンサーがかすんで」その別れを惜しんだ。シルバードが大破しないエンディングにおいて、ロボとアトロポスに似た機体が寄り添っているシーンがあり、同一あるいはそれに近い個体が生産された可能性が示唆されている。
『クロノ・クロス』では凍てついた炎を守るシステムとして「プロメテウス」が登場。ロボとは別人であるが、人格を持っており、口調はロボと酷似している。またPS版『クロノ・トリガー』で追加されたエンディングムービーでは、ロボを小型にしたようなロボットをルッカが連れている。
カエル (Kaeru / Frog)
中世ガルディア王国の騎士。ガルディア王国の前騎士団長であった親友サイラスの遺志を継ぎ、新たなる「勇者」として伝説の剣グランドリオンを手に戦うこととなる。元はグレン（Glenn）という名の人間だったが、魔王の呪いによりカエルの姿に変えられ、以降は正体を隠してリーネ王妃を影から護っていた。古代で魔王を倒した場合はエンディングで人間の姿に戻る。また、PS版のエンディングムービーでは魔王が倒されたか否かに関係なく人間の姿で登場する。エンディングによってはリーネ王妃と結婚する結末もある。仲間や敵、同等の相手に対しては砕けた喋り方をするが、騎士として目上の人物には相応の態度をとり、クロノの母に対しても敬語で会話している。
武器は西洋の剣。属性はマールと同じく水だが、攻撃魔法は水の力を使うウォーター系となっている。攻撃魔法と回復魔法の両方が使用可能なバランス型の戦士。人間の姿だった頃から実力ではサイラスを上回っていたが、グランドリオンを使えなかったため魔王との戦いでは手出しが一切できなかった。
彼の存在は続編『クロノ・クロス』において、後世に名を残した伝説の剣士として知られている。
『クロノ・クロス』では、カエルの勇名にあやかり「グレン」と名づけられた青年が登場する。血縁関係は一切ない。
『アナザーエデン』では、刀を使う「サイラス」名義の二足歩行のカエルが登場する。『クロノ・トリガー』内のサイラスとの関係性は不明。
エイラ (Eira / Ayla)
原始時代の集落“イオカ村”の長。24歳。パワフルでセクシーな女性。片言な口調が特徴。強い者を好み、特にクロノには好意を見せている。ストーリー中、マールの先祖であるらしいことが示唆される。
武器は使用せず、パンチ・キック・噛み付きなどの肉弾戦を得意とする。その特性上、武器は変更できず「こぶし」で固定されるが、レベルアップすることで同名のまま、段階的にクリティカル率が高い「こぶし」にレベル24とレベル48で変化し、さらにレベル72まで上がるとクリティカル率もさらに上昇して混乱の追加効果がある「てっけん」に変わる。そしてレベル96になると、クリティカル発生率こそ初期の「こぶし」よりも低くなるものの、クリティカルが出ると9999ダメージが出る「ごうけん」へと変化する。なお、裏技を使用することでアイテムとして入手することもできる。攻略本には「ごうけん」はレベル97と記載されているが、誤りである。
魔法が栄える時代以前の生まれであるため、魔法は使えず属性も無い。しかし「いろじかけ」で相手からアイテムをプレゼント（盗む）させる技を唯一持っており、希少なアイテムなどを手に入れることが可能。
続編『クロノ・クロス』では似たような設定の少女リーアが登場しており、彼女は生まれる子供に「エイラ」という名前を付けると告げている。
魔王 (Maoh / Magus)
中世ガルディア王国の平和を脅かす魔族を統べる存在。後世では「ラヴォスを生み出して人間を滅ぼそうとした」と伝えられているが、その正体は古代ジール王国の王子ジャキが成長した姿であり、自身と姉のサラの運命を狂わせたラヴォスに復讐するべく、呼び出しの儀式を敢行した。終盤で加入する最後のパーティーメンバーだが、このキャラクターのみ、特定の選択肢を選ぶことで仲間となる。DS版で追加された隠しボス「夢喰い（ゆめくい）」戦では、「ラヴォスが倒された歴史」からやってきた魔王が登場する。夢喰いに取り込まれたサラを救おうとするも力及ばず敗北する。姉を救えなかった無力さから己の存在を否定し、記憶を失った状態でどこかの時代へと流れつくというエンディングが描かれた。
戦闘では鎌（大鎌）を武器とし、回転しながら敵を切り裂く。属性は冥だが、天・火・水・冥の全4属性の最強魔法を使うことが可能で、魔力の値が高い。一方、特定の条件でしか仲間との連携技は出せない。
唯一デフォルトの名前が漢字のキャラクターであり、“魔”がゲーム中で小さい文字として表示される時、複雑な文字を限られたドットで表現できないため（「广＋マ」の略字）で表記される。
『ラジカル・ドリーマーズ』にも主要キャラクターとして登場しており、続編『クロノ・クロス』ではその設定を想起させるキャラクターとして「魔術師アルフ」が登場している。
プレイヤーキャラクターに関して言えば、これらは初期設定の名前であり、5文字までなら自由に名前を変えることができる。また、タイムマシンであるシルバードの名前も同様に変更可能。ただし漢字を使えないため、魔王だけは一度名前を変えると元に戻せなくなる仕様だが、DS版に限りセレクトボタンで初期設定の名前に戻すことが可能。「つよくてニューゲーム」を行った場合、全ての名前は初期設定に戻される。名前を変えた場合、エイラがクロノを呼ぶ名前は先頭の2文字、マールの本名は前3文字＋ディア、魔王軍の名前は名前＋軍に変わる。なお、名前を変える際はシルバードも含めて同じ名前にすることはできない。

### 現代のキャラクター
ガルディア33世 (King Guardia XXXIII)
現代のガルディア国王であり、マールの父。真面目で融通が利かないところがあるが、マールのことは父親として目をかけている。高血圧のため、パレポリの「ハイパー干し肉」を苦手としている。虹の貝殻入手後、偽大臣にはめられ王国裁判にかけられるが、クロノたちの活躍により無事救出され、自身の不器用さを反省しマールと和解した。
アリーチェ (Ariche)
ガルディア王妃でマールの母。故人。
当初は「今際の際もガルディア33世は国務を優先したため最期を看取られなかった」とされており、マールが父親に反発する要因の一つでもあったが、後に偽大臣が国家転覆の布石とすべくマールに虚偽の事実を教えていたと判明した。実際にはガルディア33世は王妃の最期を看取っており、最期の言葉も記憶している。この事実が明らかになったことで、ガルディア33世とマールは和解した。
ボッシュ (Melchior)
千年祭で武器を売っていたメディーナ村の外れに住む鍛冶屋。その正体は古代ジール王国3賢者の1人で、ジール王国では“命の賢者”と呼ばれていた。
タバン (Taban)
ルッカの父で、同じく発明家。ルッカ専用の武器や防具を造り、彼女をサポートする。
ララ (Lala / Lara)
ルッカの母。発明や機械の知識はない。10年前にある事故に巻き込まれ、両足の自由を失ってしまう。名前の綴りは日本語版では「Lala」、英語版では「Lara」と異なるが、彼女の名前の綴りがあるイベントに影響をもたらす。そのイベントの成否次第で、彼女の足が回復する。
ジナ (Mom)
クロノの母。クロノたちの旅の行方より飼い猫の世話を気にかけている。ララとタバンとも知人。カエルやロボ、魔王など異形の仲間たちと対面しても常にマイペースで接する。
ノルシュティン・ベッケラー (Norstein Bekkler)
暗闇に浮かぶ顔と手だけの人物。千年祭にてテントを張り、「ノルシュティン・ベッケラーの実験小屋」と称して3種類のミニゲームを行っている。『ファイナルファンタジーVI』からゲストとしてビッグス&ウェッジと新たな仲間ピエットが共に登場するほか、景品としてもらえるドッペル君（人形）はクロノの復活に必要なアイテムとなる。未来にいる元古代人のガッシュが彼の存在を知っている。現代にいながらにしてミニゲームの景品を過去・未来に送ることができる。
ビネガー8世 (Ozzie VIII)
中世のビネガー（後述）の子孫。魔物の村メディーナで村長をしており横柄な態度で振舞っている。終盤で魔王を仲間にした後、隠しボスのビネガーたちを倒すと、魔族と人間が和解した世界へと変わっており、彼の立場も変化して村長宅で下働きとして働いている。

### 中世のキャラクター
ガルディア21世 (Guardia XXI)
A.D.600年のガルディア国王。魔王との決戦で剣を取るが、倒れて一時期寝込んでいた。リーネ共々、クロノたちがタイムトラベルをしていることには薄々勘付いており、虹の貝がらをガルディアに運んだ際には、リーネと連名で子孫であるマール宛に手紙を残している。
リーネ (Leene)
A.D.600年のガルディア王妃。魔物にさらわれるが、本来の歴史では無事に助け出されている。しかし迷い込んだ子孫のマールが彼女と取り違われて保護されたことで、捜索が打ち切られたため「救出されないまま殺された」という歴史改変が勃発しかけた。
実年齢よりも若く見え、髪型以外はマールとうりふたつである。このことはリーネ本人やガルディア21世も認めている。
カエルのことは彼がまだ人間の姿だった時期から目にかけており、サイラスと共に旅出つ際には労いの言葉をかけている。
特定のエンディングではカエルと結婚する。現代で千年祭が行われているリーネ広場は彼女の名前に由来する。
サイラス (Cyrus)
中世ガルディア王国の前騎士団長。必殺技はニルヴァーナ・スラッシュ。グランとリオンに挑んで聖剣グランドリオンを入手し、化け蛙ゴールデンフロッグから勇者バッジを取り戻した。10年前、グランドリオンを携え、幼馴染で親友のグレンと共にデナドロ山で魔王に戦いを挑んだが、力及ばず敗死。その後、魔族が「北の廃墟」に彼を冒涜する墓を造って葬った。それから400年後まで廃墟に亡霊として留まり続けることになるが、あるイベントにて成仏を果たす。それに伴い、墓に刻まれる言葉も彼を称えるものとなる。なお、カエルがおらず魔王がいる状態でサイラスの亡霊と出会うと、通常と違うセリフを発する。
一介の剣人からガルディア王国の騎士団長へと上り詰め、グランドリオンからも認められる腕前を誇ったが、騎士団に入隊する以前の時点で剣術の腕前ではカエル（グレン）の方が上だと思うと発言している。
ビネガー (Ozzie)
魔王軍の将軍の1人で軍事参謀。狡猾な罠を駆使し、身を守ることに非常に長けており、絶対に破ることができないバリアーを展開する術を使う。ピンチになるとすぐに逃げ出す。口癖は「ビネガ〜ピ〜ンチ!」。中世に飛ばされたジャキと最初に邂逅する。
あるイベントにて、パワーアップした「グレートビネガー」として再登場する。魔王がいなくなってからは彼が代わって魔王の地位に就いている。
続編『クロノ・クロス』にも登場する。
マヨネー (Flea)
魔王軍の将軍の1人。外見は美しく巨乳だが、実はオカマ。魔王城に潜入した当初は小さなコウモリに化けており、侵入したクロノたちに付きまとってくる。最初にマヨネーの部屋に侵入した際は「マヨネー？」という偽物と戦うが、偽物を倒すと姿を現す。
肩書きは“空魔士”で、その名の通り空間全体に効果をもたらす魔法を得意とする。投げキスで相手を魅了する「トキメキ熱視線」という技も持つ。
あるイベントにて、パワーアップした「スーパーマヨネー」として再登場する。
続編『クロノ・クロス』にも登場する。
ソイソー (Slash)
魔王軍の将軍の1人。青色の皮膚を持つ。正々堂々の勝負を重んじる剣士。“外法剣士”の肩書きで呼ばれており、屍を操る術を使うが、自身が戦う場面では魔法に頼らず己の剣術のみで戦う。彼が振るう刀は「ソイソー刀」という名称で、彼を倒すとクロノが装備可能な武器として手に入る。
あるイベントにて、パワーアップした「スーパーソイソー」として再登場する。パワーアップ後の武器は「ソイソー刀2」。
ビネガー、マヨネー、ソイソーの3人をまとめて指す名称として「魔王三大将軍」とビネガーが自称している。この他に「三魔騎士」という呼び名もあるが、ゲーム本編のテキストには登場せず、攻略本『クロノ・トリガー ザ・パーフェクト』や続編の『クロノ・クロス』で表記されている名称になっている。
続編『クロノ・クロス』にも登場する。
タータ (Tata)
ひょんなことからカエルが落とした勇者バッジを拾った少年。それにより周囲から勇者として崇められたことで引っ込みがつかなくなり、グランドリオンを求めて旅へ出る羽目になる。本来はいたずら好きかつ臆病なごく普通の村の少年であり、戦闘能力は一切無いが、彼が勇者として魔王に戦いを挑むエンディングも存在する。
トマ・レバイン (Toma Levine)
虹色の貝殻を求めて旅をする冒険家。大の酒好きであり、旅先の酒場で会えた際は酒代と見返りに有益な情報を聞ける。A.D.1000年のチョラスの街の酒場には彼の子孫のトマ13世がいる。
とあるイベントにて、A.D.1000年に存在する彼の墓参りにクロノたちが赴くシーンがある。この時のトマの台詞が、先頭のキャラクターによって個別コメントとなる。
続編『クロノ・クロス』には子孫のトマ14世が登場する。
フィオナ (Fiona)
あるイベントにて、戦争で砂漠化した中世の森を蘇らせようと奮闘する女性。魔王軍との戦いに出た夫マルコの帰りを一人待っている。森の再生には膨大な時間が掛かるため、何百年もの作業が可能な存在を切望している。
バンタ
タバンとルッカの祖先。ガルディア王の依頼でリーネ王妃への献上品である鐘を製作している。才色兼備の娘の父となることを望んでいた。その夢は後の時代で、タバンとその娘のルッカとして叶うことになる。
グランとリオン (Masa and Mune)
グランドリオンに古代より宿る精霊の兄弟。合体し、パワーアップした巨大な姿に変身することが可能。赤い石で作られたナイフに込められたボッシュの意志が生命を得たもの。赤きナイフはドリストーンが持つその特性により、魔神器からラヴォスエネルギーを吸収し、グランドリオンへとその姿を変えた。
古代のジール王国に姉のドリーンが登場する。
続編『クロノ・クロス』にも登場する。
ヤクラ (Yakra)
ガルディア城の西の森に巣くう魔物。リーネ王妃を誘拐し、大臣に化けていた。王国歴1000年には彼の子孫でより強力なヤクラ13世が登場し、クロノたちへの恨みは子孫にまで伝わっていたことが判明する。ヤクラ13世もまた大臣に変身して王国の乗っ取りを画策していた。

### 未来のキャラクター
ガッシュ (Belthasar)
廃墟のドームで機械仕掛けのヌゥと共に暮らし、死の山について研究している。タイムマシン「シルバード」の開発者。その正体は古代ジール王国3賢者の1人、“理の賢者”。物語が進むと死亡し、ヌゥに自らの頭脳を移植する。最初に未来に訪れた時期に「監視者のドーム」へ行くと、生きている彼に会うことが可能だが、すでに精神は崩壊し、正気を失っている。現代のノルシュテイン・ベッケラーの存在を知っていた。
古代 (B.C.12,000) のジール王国においては人々の尊敬を集める人物だった。ガッシュは女王ジールに、ラヴォスの力を使うのを止めるよう、「命の賢者」ボッシュや「時の賢者」ハッシュらとともに進言するが、女王によって時空の渦に飲み込まれてしまう。
渦に飲まれた後、ガッシュは A.D.2,300 の未来に漂着する。主人公であるクロノたちがストーリー序盤にガッシュの住処を訪れると、ガッシュが何かの研究をヌゥに対して行なっているのが見られる。ストーリーが進んでからガッシュのもとを訪れるとき、ガッシュは冒険を進めるために不可欠な役割を2度果たすことになる。
冒険の途中で、クロノたちは古代の時代から締め出されてしまい、古代へ戻る手段を探すことになる。その方法を模索するうち、クロノたちはガッシュの住む「監視者のドーム」に辿り着く。ここでクロノたちは、ガッシュの最後の発明のタイムマシン“時の翼”を見つけ、「シルバード」と名付ける。このとき既にガッシュは死亡していたが、ガッシュは死ぬ前に己の意識をヌゥに移植しており、このヌゥの体を持ったガッシュはクロノたちに“時の翼”の使い方を教える。
古代の海底神殿でクロノが死亡した後、ガッシュはクロノの仲間たちがクロノを蘇らせようとするのを手助けする。「クロノ・トリガー（時の卵）」とクロノに全くそっくりの人形を持ってガッシュのドームを訪れると、ガッシュはヌゥにプログラムされた最後の命令を実行し、クロノの仲間たちが死の山の頂上に辿り着くのをサポートするようにプログラムされた3つの人形を死の山へ送り出す。この助けにより死の山の頂上へ辿り着いたクロノの仲間たちは、クロノが死ぬ前の時間へタイムスリップし、クロノを取り戻すことに成功した。
最後のプログラムを実行した後、ガッシュはクロノの仲間たちに、ヌゥの「スイッチ」を押してヌゥを永遠に休ませることを頼む。スイッチを押すとヌゥは深い眠りに落ち、その後決して目が覚めることは無い。
『クロノ・クロス』では、クロノたちの『クロノ・トリガー』での冒険によって滅びの未来が回避されたため、未来へ飛ばされたガッシュは死ぬことは無くなった。超高度技術が発達した新しい歴史の未来で、ガッシュは時間研究所「クロノポリス」を設立する。クロノポリス設立後、ガッシュは「プロジェクトキッド」を開始する。「プロジェクトキッド」は、セルジュという名の少年に時空の渦に飲まれて行方不明になった王女サラを救い出させ、「時喰い」と呼ばれる生命体によって滅亡してしまう遥かな未来の歴史を改変する計画であった。ガッシュはセルジュたちの前に2度現れ、自分の目的を明らかにする。
ドン (Doan)
アリスドームの長。ラヴォスが覚醒した王国歴1999年の情報センター長の末裔であり、ガルディア王家の血を引く。クロノたちと出会い、「元気」という言葉を知り、生への希望を見出す。
ジョニー (Johnny)
32号廃墟にいる暴走ロボ軍団を率いているバイク型ロボット。スピードに全てをかけている。クロノたちがバイクのキーを持っていると現れ、バイクレースで勝負をすることになる。
アトロポス145 (Atropos XR)
ロボ（プロメテス）と同じRシリーズのロボット。色はピンク系で、女性的な特徴・性格を持つ。人間におけるロボの兄弟姉妹のような存在。ジェノサイドームでロボとの再会を果たす。
マザーブレーン (Mother Brain)
ロボや同型ロボットを生み出した工場の中枢コンピュータ。ラヴォスによって世界が荒廃したのを機に「人間は不要物」「人間さえいなければこの星は持ち直すことができる」と判断し、わずかに生存する人間を殲滅させる計画に乗り出す。
続編『クロノ・クロス』では、このマザーブレーンをモデルにしたクロノポリス軍事研究センターのメインコンピュータ「フェイト」が登場する。

### 原始時代のキャラクター
キーノ (Kino)
エイラに好意を抱く青年。幼い頃に不思議山で拾われた。当初はエイラに気に入られたクロノたちに嫉妬し、時間移動に使うゲートホルダーを盗み出したが、エイラから叱咤され改心する。のちにエイラの後を継ぎイオカ村の酋長となる。
のちのガルディア王家の祖先に当たる。原始時代の人物の中で、彼のみクロノをフルネームで呼ぶことがある。
ラルバ村の人々
エイラたちのイオカ村と異なり、恐竜人との戦いを避け、森の中に隠れ住んでいる。空を飛ぶ巨大な生き物“プテラン”を世話している。
恐竜人 (Reptite)
原始の人間と敵対する種族。肌が緑色と紫色の個体が存在し、常に集団で行動する。打撃をものともしない強固な皮膚を持つが、雷系の攻撃を受けると感電し防御力が弱まる。アザーラ亡き後は、統率者と本拠地を失ったことに加え、氷河期の訪れによって絶滅したものと思われていたが、DS版の追加シナリオでは集落「竜の聖域」を作って生き延びている。
続編『クロノ・クロス』では重要なキーワードとして彼らの名前が出てくる。
アザーラ (Azala)
原始の人間と敵対する恐竜人のリーダー。超能力を有し、配下としてニズベール、ブラックティラノなどを従えている。王国建国より6500万年前のこの時代において、複雑な罠や仕掛けなどを多数配備したティラン城を建築するなど、同時代の人類よりも極めて高い知能を持ち、人間を「サル共」と呼ぶ。原始人たちが片言でしゃべる一方、彼とニズベールは流暢な言葉使いである。ティラン城での最後の戦いに敗れた後、自身たち恐竜人のことを語り継ぐよう宿敵のエイラに託す。また、ラヴォスのこともある程度知っており、衝突の際に起きる現象やその後の気候変動も正確に言い当てている。ラヴォスの衝突寸前、エイラから共に脱出するよう促されるが、大地が決めたこととしてそれを拒み、「未来を…」という言葉を残しティラン城と運命を共にした。
なお、日本語版では性別が明確にされていないが、英語版（DS版の英語設定含む）ではアザーラを指して「she」という三人称で呼ばれており、女性として設定されている。
続編『クロノ・クロス』でも名前のみ登場する。
ニズベール (Nizbel)
怪力を誇る恐竜人。トリケラトプスに似た姿を持つ。他の恐竜人と異なり、雷系の攻撃を受けるとそれを蓄電し、放出できる。二度の対戦機会があり、二度目はパワーアップして防御力を高めた「ニズベールR」として登場する。アザーラと同じく流暢な言葉で喋る。
ブラックティラノ (Black Tyrano)
大型の恐竜。強力な炎「ティラノ火炎」を吐いて攻撃する。また、その予備動作に当たる咆哮にはHP減少の状態異常効果もある。
アザーラとの決戦時にタッグを組んで登場し、戦うことになる。
クロノたちに倒されてから数千万年後の中世には錆色の恐竜「ルストティラノ（Rust Tyrano）」が登場する。

### 古代のキャラクター
光の民 (Enlightened)
魔法の力を持つ人類。浮遊大陸にあるジール王国に住む。
地の民 (Earthbound)
魔法の力を持たない人類。氷河期の大地に洞窟を掘って暮らしている。
ジール (Queen Zeal)
ジール王国の女王でサラとジャキの母親。かつては優しい性格だったが、ラヴォスの力に魅入られたことで次第に心を取り込まれ、ラヴォスを絶対的な神と崇めて永遠の命の野望を抱くようになる。ジール王国崩壊後は黒の夢の最深部に潜み、最終的には巨大な顔と両手の怪物としてクロノたちの前に対峙する。この戦闘に魔王を連れていると演出が変わる他、戦闘BGMも変化する。
サラ (Schala)
ジール王国の王女で、マールの持つペンダントの最初の持ち主。母であるジールをも凌ぐ強大な魔力を持つ。三賢者が失踪した後のジール王国で、魔神器を操作できるほどの魔力の持ち主はサラしかいないため、ジールに利用されることとなる。心優しく、魔力を持たない地上の民の元へも何度か足を運んでいる。ラヴォスが一時的に目覚めた際、悲劇的な結末を迎えて魔王誕生の原因となる人物。「無数にある未来」の1つである『クロノ・クロス』とは極めて深い関係がある。
ジャキ (Janus)
ジール王国の王子でサラの弟。ラヴォスの力に魅せられ変貌していく母に激しい憎しみを抱き、その行為に対し不吉な予感を訴える。姉と愛猫のアルファド以外には心を閉ざしている。王家の血筋ながら全く魔力を持たないと言われていたが、母を変貌させてしまった魔力を嫌い自ら封印していただけであり、実際は子供ながらに女王はおろかサラをも凌ぐ魔力を秘めている。
のちにゲートによって中世へ飛ばされ、成長後は魔王と呼ばれるようになる。
「黒い風が泣き始めた」と言い、人の死や不幸の前兆を感じ取る力がある。
ダルトン (Dalton)
ジール女王の側近の1人。「ダルトンゴーレム」と呼ばれる魔法生物を使役する。異空間からのゴーレムの召還や、瞬間移動など、空間を操る術に長けるが、予言者の登場により左遷されていた。有能な魔導師だが、狡猾かつ自己中心的で尊大な性格であり、常に女王を出し抜こうと目論んでいる。しかし詰めが甘い面がある。給金を出し惜しみしていることも手伝って、部下からの人望は薄い。戦闘では負けるたびにファイナルアタックの「オナラ」を披露する。ジール王国崩壊後は民衆を支配し、ダルトン王国を建国せんとするが、マールたちとの戦いで異次元に飛ばされてしまう。SFC/PS版ではそのまま消息不明だったが、DS版では現代の次元の歪みで「ダルトンG」としてクロノたちの前に立ちふさがる。クロノたちのせいで地位も財産も帰る場所も失ったと逆恨みし、襲い掛かるが再度敗北。「パレポリを一大軍事国家にしてガルディアを滅ぼす」と捨て台詞を残し、逃走していった。この台詞は続編『クロノ・クロス』を意識したものとなっている。
予言者 (Prophet)
ジール王国に現れた謎の男。顔のほとんどを隠すほどに長いフードに身を包んでおり、表情はあまり見えない。未来の出来事を確実に予言し、女王に取り入って三賢者を排斥し海底神殿の建設を進める。正体はクロノたちとの戦いの後中世から戻ってきたジャキ（＝魔王）。続編『クロノ・クロス』でも預言者を名乗る人物が登場する。
ボッシュ (Melchior)
三賢者の1人、命の賢者。強力な魔力を持つ。ドリストーンを加工する技術を持っており、三賢者による魔神器建造計画のリーダーだった。魔神器ができる前に用いられていた太陽石や虹の貝殻の加工技術も、今ではボッシュ以外に伝える者は居なくなっている。魔王が体験した歴史ではボッシュが赤きナイフで魔神器を破壊してラヴォスが現れるに至らなかったため、予言者の進言で嘆きの山に幽閉されている。のちに現代へと飛ばされる。
ハッシュ (Gaspar)
三賢者の1人、時の賢者。強力な魔力を持つ。予言者の登場により身を隠し、地上の離れ小島で「時の卵」について研究している。のちに時の最果てに飛ばされる。
ガッシュ (Belthasar)
三賢者の1人、理の賢者。強力な魔力を持ち、ジール王国の街、黒鳥号、海底神殿、シルバードの設計者であるなど、建造に天賦の才を誇る。予言者の登場により身を隠している。のちに未来に飛ばされる。続編『クロノ・クロス』においても重要人物として登場する。
ドリーン (Doreen)
赤い石に宿る精霊。グランとリオンの姉。続編『クロノ・クロス』でも隠しイベントに声のみ登場する。

### その他のキャラクター
ハッシュ (Gaspar)
時の最果てに1人たたずむ、通称「最果ての老人」。その正体は古代ジール王国三賢者の1人、“時の賢者”。クロノ死亡後には、彼の復活のためにある物をパーティーに授ける。
スペッキオ (Spekkio)
時の最果てに住む戦の神。クロノたちの資質を見抜き、魔法を使えるようにする。「スペッキオ」とはイタリア語で「鏡」の意味で、強い者には恐ろしい姿、弱い者には弱そうな姿に見える。先頭キャラクターのレベルに応じて、原始ガエル型、マモ型、オウガン型、ギア型、グランとリオン型、ヌゥ型の6段階に姿と強さが変わっていく。彼には魔法攻撃しか通用しない。グランとリオン型からは、敵一体を虹色の光で包み込み、一撃で葬り去る強烈な攻撃を繰り出してくる。倒すと、形態に応じて能力アップ系などの様々なレアアイテムをくれるが、各形態ごとに1回ずつである。
続編『クロノ・クロス』にも隠しボスとして登場する。
ヌゥ (Nu)
原始から未来まであらゆる時代に存在している謎の存在。古代では「全ての生物はヌゥにはじまりヌゥに終わる」と記された書物が存在するが、実際のところ生物であるのかどうかすら怪しい点がある。原始の狩りの森には雨天時しか出現しない。
DS版の追加ダンジョン「竜の聖域」では原始時代に「番人ヌゥ」、中世に「達人ヌゥ」が登場するが、この2体のヌゥは同一人物である。なお、この2体が登場する2つの時代は6500万年以上離れているが、「竜の聖域」自体はゲートを抜けた先に存在するため、実際にその時代に存在しているのか（ヌゥが6500万年以上生きているのか）どうかは明言されていない。
ラヴォス (Lavos)
本作の最終ボス。原始時代に宇宙より飛来した謎の巨大生物。そして永い時を経てA.D.1999に、突如として地下から出現して一瞬で世界を滅ぼした。物語の核心そのもの。星そのものに寄生する恐るべき害獣である。
エイラたちの時代の言葉で「ラ」は「火」、「ヴォス」は「大きい」という意味。
ラヴォスを消滅させ、破滅の未来を変えることが本作の目的である。
続編『クロノ・クロス』においても物語の核心的な存在として語られている。

## スタッフ

### ドリームプロジェクト
- 坂口博信 - スーパーバイザー、エグゼクティブプロデューサー
  - システムやイベントなどのアイデア考案をしている。実質的な現場指揮は部長（当時）でもあるディレクターの北瀬佳範。
- 堀井雄二 - スーパーバイザー、ストーリー原案
  - 初期プロット、シナリオ監修。
- 鳥山明 - キャラクターデザイン
  - メインキャラクターやシーンイラストを担当。サブキャラクターのイラストは『Vジャンプ』側によるものが多い。

『ファイナルファンタジーシリーズ』（以下、『FFシリーズ』）の坂口博信、『ドラゴンクエストシリーズ』（以下、『DQシリーズ』）の堀井雄二、『ドラゴンボール』で知られる漫画家の鳥山明が並ぶということで『週刊少年ジャンプ』やゲーム雑誌では大々的に取り上げられた。
元々は『クロノ・クロス』のプロデューサーでもある田中弘道による「鳥山ワールドを再現する」という企画に「クロノ・トリガー」の名が冠されていた。諸々の事情で日の目を見ることは無く、坂口によりサルベージされた形となっている。
シナリオ全体を統括しているのは加藤正人であり、当時の上層部からシナリオ名義を上記の企画3人にするという話が出たが、ディレクターの北瀬佳範・時田貴司が止めに入ったためストーリープランとして加藤の名が残った。堀井が担当した箇所は初期稿のプロットであり、加藤が全体的なストーリープランを加筆・修正した後、各場面のイベントについて多くのスタッフの手が加わっており、堀井はキャラクターの台詞や舞台となる場所の情景・仕掛け・構造などについてはタッチしていない。なお、古代編のシナリオおよびイベント、演出の制作は全て加藤によって直接行われている。

### メインスタッフ
- 青木和彦（プロデューサー）
- 北瀬佳範（ディレクター）
- 時田貴司（ディレクター）
- 松井聡彦（ディレクター）
- 島本誠（企画、バトルプラン）
- 加藤正人（ストーリープラン）
- 伊藤裕之（イベントプラン）
- 千葉広樹（イベントプラン）
- 松原啓介（イベントプラン）
- 光田康典（音楽） - メインコンポーザー、PlayStation版のスタッフロールではクレジットされていない
- 植松伸夫（音楽）
- 松枝賀子（音楽） - 1曲作曲
- 赤尾 実（サウンドプログラム）
- 小久保啓三（メインプログラム）
- 樋口勝久（メインプログラム）
- 吉井清史（バトルプログラム）
- 成田賢（ビジュアルプログラム）
- 杉本浩二（ビジュアルプログラム）
- 江部 耕一（モンスターグラフィック）
- 寺田 努（モンスターグラフィック）
- 臼田 忠泰（モンスターグラフィック）
- 高橋哲哉（グラフィックディレクター）
- 星野雅紀（グラフィックディレクター）
- 蒲田泰彦（グラフィックディレクター）
- 野村哲也（フィールドグラフィック）
- 直良有祐（フィールドグラフィック）
- 本根康之（フィールドグラフィック）
- 増田彰佳（フィールドグラフィック）
- 大川和宏（フィールドグラフィック）[9]
- 西健一（フィールドプランナー）
- 江藤桂大（フィールドプランナー）

## 移植版
原作であるスーパーファミコン版の発売後、複数のゲーム機用に移植されている。この節では、それらについての概要を記載する。
各ゲーム機の英略称については本項冒頭のテンプレートに基づく。

### PlayStation版
続編『クロノ・クロス』発売の2週間前である1999年11月2日に、PlayStationへの移植版が発売された。2002年1月17日にはPS one Booksとして、2006年7月20日にはアルティメットヒッツとして廉価版が再発売となった。2011年9月28日からゲームアーカイブスで配信が開始された。
基本的にはSFC版と同じ内容だが、新しい要素が付加されている。
新作アニメーションムービー
タイトル画面および、重要な場面のいくつかでセルアニメが流れる。制作は東映アニメーションで、鳥山明のキャラクターを再現した本格的なもの。なお、ムービー中のBGMは関戸剛のアレンジによるものになっている。
SFC版当時のオープニングデモは収録されておらず、代わりにアニメーションによるオープニングムービーに差し替えられている。
イベントムービーはSFC版のイベントに割り込む形でムービーが挿入される（元々のイベントシーンも削除されていない）ため、ムービーと実際のゲーム中で、同じイベントを表現したものを二重に見ることになる。また、パーティー編成が自由に可能なイベントのムービーでは、該当ムービーがそれぞれ1つしか存在しないため、そのイベント時に必ず参加する仲間メンバー以外は画面に登場しない。
エンディングムービーでは大団円を迎えたメインキャラクターのその後が描かれている。また、特定のエンディングを見ると前記とは別の悲劇的なエンディングムービーが流れる。さらに、一度悲劇的なエンディングムービーを見た状態でシステムデータに上書きすると、以降そのシステムデータを利用する限り、通常のエンディングムービーが流れるエンディングではその後に続けて悲劇的なムービーが必ず流れるようになってしまう。この点は後述するDS版において改善された。
おまけ
音楽、ムービー、一部の公式イラストやセル画、モンスターや技の詳細データ、アイテムの効果や入手場所のマップデータなどが見られる資料室。見たエンディングの種類に応じて少しずつ解禁されていく。
なお、ここで流れる「ある晴れた日の出会い」「散りゆく華」「運命へ」の3曲とエンディングムービー後に流れる「休息 〜戦いを終えて〜（DS版では『やすらぎ 〜想いの向こうに〜』）」は、移植版の制作を担当した会社の作曲家がオマケで作曲したものであるらしい。
この他、一部の台詞や演出が変更されていたり、一部のバグが修正されていたりなど細かい変更点もある。
PS版ではCD-ROM読み込みのため、SFC版よりも処理がかなり遅くなっている。また音源がSFC版と違うため、音楽や効果音などの音質が若干変質している（PS移植版『ファイナルファンタジーV』なども同様）。
PS版には上記アニメーションムービーなどの追加要素のほか、ゲームデータのセーブをメモリーカードによって行うため（1ブロック使用）、3箇所しかセーブする場所の無かったSFC版とは違いセーブデータ保存数に実質限界がない、といった利点もある。

### ニンテンドーDS版
2008年11月20日にニンテンドーDSでの移植版が発売された。リメイクではなくSFC版をベースにDSならではの演出や新システムを追加した移植版。SFC版のメインコンポーザー光田康典が音楽監修として参加しており、できるだけSFC版の音源を再現したという。PS版にあったアニメーションムービーやギャラリーなどの要素も搭載している。2011年8月4日には、こちらもPS版同様アルティメットヒッツとして廉価版が販売されている。

#### DS版とSFC版およびPS版との相違点
システムの変更点
- メニューなどがDSの2画面に合わせたデザインへと一新されており、キャラクターの移動や決定でDSのタッチペンを利用した操作ができるようになった。このため、アイテムや技一覧でのL/Rボタンでのページ送りは廃止された（代わりにスクロールバーがある）。また、戦闘中の操作のみ設定でゲームモードを変えることができ、DSのインターフェイスに合わせてタッチ操作可能な「DS」と、上画面で従来そのままのデザインを再現しボタンと十字キーのみで操作する「クラシック」の2種類から選択できる。
- アニメーションムービーはONとOFFの切り替えが可能になった。ムービー自体はPS版のものから増減していないが、エンディングムービーは流れる条件が変更され、それぞれ特定のエンディングでしか流れなくなった。なお、SFC版当時のオープニングデモはPS版同様に収録されていない。ムービーOFFにするとエンディングムービーなどもカットされるが、ギャラリーで試聴可能になる。
- 「入れ替え」が「編成」に名称が変わり、時の最果てにいる仲間も含めたメンバーチェンジになった。これにより、Yボタン（PS版では□ボタン）のメンバー呼び出し機能は廃止された。
- アイテム名、技名、モンスター名はこれまでに漢字は使用されていなかったが、DS版では新たに漢字を使用している。
- 言語設定が追加され、日本語と英語の2種類から選べるようになった。英語は過去の北米移植版のテキストに準じており、名前にアルファベットを使用可能。ゲーム開始時の言語はDS本体の言語設定に依存する。
- PS版の「おまけ」は「ギャラリー」に変更され、アイテムや敵のデータなどは実際に入手したり、遭遇したりしたもののみが随時追加されて埋まっていくようになった。PS版での誤表記が一部修正されたほか、新規追加モンスターや追加アイテムなども掲載される。
- ゲームクリア時にクリアデータをセーブする形式となり、これによって「強くてニューゲーム」が出現するようになった。ただし、クリアデータのセーブで更新されるのはギャラリーの情報のみで、その他のデータは直前のセーブポイント時点のデータのまま変わらない（ストーリー進行度、所持アイテム、再開地点などはクリア前の最終セーブ時点のものに戻される）。

新規イベント
- DS版では新規のマルチイベントとして「竜の聖域」と「次元のゆがみ」が追加された。それに伴い新たなダンジョン、アイテム、モンスター（ボスも含む）が追加された。未使用曲であった「歌う山」が使われている。
- 本編の進行には直接関係しないミニゲームとして、モンスターを育成する通信対戦ゲーム「次元の闘技場」が追加された。未使用曲であった「戦い2」が使われている。
- 一度ゲームをクリアした後に挑める所定のイベントをこなすことにより、「すでにラヴォスが倒された、『クロノ・トリガー』本編とは異なる別次元」を経由して「時の闇」に行くことができるようになり、別の世界の魔王、サラ、そして『クロノ・クロス』のラストボス「時喰い」の前身である裏ボス「夢喰い」が登場する。これに伴い、PS版でのバッドエンディングムービーもこの特殊エンディングでのみ流れるよう変更がなされており、『クロノ・クロス』の世界が、『クロノ・トリガー』においてプレイヤーがラヴォスを倒す前に、すでに分岐していた別の世界であるということが示されている。

#### DS版の予約特典
メインテーマである「クロノ・トリガー」と、このために編曲されたクロノ・トリガーメドレーを光田康典が全面監修・制作・指揮してオーケストラによる生演奏で収録したサウンドトラック『CHRONO TRIGGER ORCHESTRA EXTRA SOUNDTRACKS』がソフトの予約者に特典として配布された（数量限定）。なお、のちに発売されたオリジナル・サウンドトラックのDVDにも収録されている。
クロノ・トリガー 〜Orchestra Version〜
作曲 - 光田康典
編曲 - 亀岡夏海
クロノ・トリガーメドレー 〜Orchestra Version〜
「予感」、「ガルディア王国千年祭」、「風の憧憬」、「カエルのテーマ」、「魔王決戦」、「エピローグ 〜親しき仲間へ〜」、「遥かなる時の彼方へ」
作曲 - 光田康典
編曲 - 亀岡夏海

### 携帯電話（フィーチャーフォン/スマートフォン）版
携帯電話ゲーム（フィーチャーフォン）として、2011年4月25日よりFOMA向けiアプリ版が、2011年12月22日よりEZアプリ(B)版が配信。スマートフォン（タブレット端末含む）用のアプリケーションゲームとして、2011年12月9日よりiPhone / iPod touch版、2011年12月22日よりAndroid版が配信。Android版は2012年10月29日にGoogle Playでも配信開始。また、Google Play版と同時期にAmazon Androidアプリストア版も配信開始。
いずれもニンテンドーDS版がベースとなっており、DS版の追加要素である「竜の聖域」と「次元のゆがみ」も収録されている。ただし通信対戦ゲーム「次元の闘技場」および「ギャラリー」は未収録。
フィーチャーフォン版は前後編に分かれたアプリとなっており、それぞれを別々にダウンロードする形式となっている。
スマートフォン版は端末のスペックにあわせてグラフィックやインターフェイスが改良され、タッチパネル操作に対応している。こちらは2018年2月28日より、同日配信の後述のSteam版配信に合わせ「アップグレード版」にバージョンアップとなり、以前のバージョンを購入済のユーザーは無償でアップデートが可能。Steam版準拠でグラフィック、サウンド、操作性、画面レイアウトがリニューアルされ、オートセーブ、クラウドセーブ、アチーブメント（実績）機能が追加となり、ゲームパッドでのプレイにも対応。iOS版はApple TVでのプレイにも対応している。

### Microsoft Windows（Steam）版
Microsoft Windows 7/8/8.1/10対応ソフトとして、2018年2月28日よりSteamで配信開始。
スマートフォン版の内容をベースにアップグレードされており、同日にiOS版とAndroid版も本作準拠にバージョンアップされた。DS版の追加要素である「竜の聖域」と「次元のゆがみ」も収録されているが、通信対戦ゲーム「次元の闘技場」および「ギャラリー」はスマートフォン版同様に未収録。なお、後日のアップデートで「ギャラリー」は追加されている。また、前出の社外作曲家によるおまけBGM4曲は別のものに差し替えられている。

### 非公式リメイク版
ファンによる（スクウェア・エニックスの許可を得ない）非公式のリメイク（ファンメイド）版として『Chrono Trigger: Resurrection』の製作が進められていたが、2004年9月6日に製作停止が発表された。これは、『クロノ・トリガー』の著作権を持つスクウェア・エニックスに製作の中止を求められたためと発表されている。

## システム
基本的なシステムは『ファイナルファンタジーシリーズ』（以下、『FFシリーズ』）のそれに近いが、以下のような相違点もある。
- 装備は武器・兜・鎧・アクセサリーの4つで、基本的にどのスロットも装備を外すことはできない。新しい装備品に変更する際には、必ず既存の装備と入れ替えて装備する。ただし特定のイベント中のみ装備一切が盗まれ、この時は強制的に外されることになる。また、裏技を使用することで意図的に外すこともできる。
- 移動はそれまでの『FFシリーズ』のようなキャラクター単位ではなく、8方向へのフリー移動となっている。また、一部を除き一般の会話中でもメッセージが表示されている途中でキャラクターを移動させることができる。
  - この「会話中にも自由に動ける」システムは開発段階では「エーテルシステム」と呼ばれ、どう動いたかによってゲーム展開が変わるという仕様も発表されたが、製品版ではただ動けるだけのものとなった。序盤のマールの行動などにその片鱗がわずかに残されている。
- エンカウントはシンボルエンカウント（敵にある程度接近すると戦闘に突入）とゾーンエンカウント（一定のエリアを通過しようとすると茂みなどから敵が出てくる）。フィールドの移動と戦闘の場面は分けられているが、両者の間で画面の切り替わりがないシームレスバトル。
- 戦闘メンバーが覚えている技を組み合わせ、連携技を使用することができる。連携技には2人技と3人技があり、3人技は基本的にはクロノ＋他のメンバー2名だが、クロノのいない組み合わせでも、特定のアクセサリーを装備することで発動可能なものがある。
- 主な属性は「火」「水」「天」「冥」の4つ。ただしこの他にも無属性攻撃や、「?属性」という物が存在する。
  - 火 - 火属性。
  - 水 - 水・冷気属性。
  - 天 - 風・雷・聖に属するもの。
  - 冥 - 闇属性。異なる属性を組み合わせた連携技もこの属性になる（同属および無属性との組み合わせについては属性の変化はない）。

### ATB Ver.2
本作のバトルシステムは、『FFシリーズ』のATB（Active Time Battle）を拡張したATB Ver.2となっている。Ver.2での追加要素には以下のような物がある。
- 敵キャラクターはバトル中常に移動しており、行動後に元の位置に戻ろうとする者もいる。戻らない場合もあるが、その場合も接近しているキャラクターにそのまま攻撃し続けるわけではない。
- 技の効果範囲には以下のような設定がされており、使用するタイミングによってヒットする敵の数が異なることもある。
  - 単体 - 通常の単体攻撃。ターゲットを1体選び、それに対して効果を発揮する。多くの技がこの効果範囲に該当する。
  - 全体 - 通常の全体攻撃。こちらも多くの技で見られる。
  - 直線 - 使用者とターゲットを結ぶ直線上の敵にダメージ。ターゲットより後ろにも貫通する。クロノの「かまいたち」などに設定されている効果範囲。
  - 線分 - 使用者とターゲットの間にいる敵を巻き込むことができるが、ターゲットより後ろの敵にはヒットしない。ルッカの「かえんほうしゃ」などが該当。
  - 横直線 - ターゲットとY座標が近い敵全員にヒットする。連携技「ハヤブサぎり」などが該当。
  - 円範囲 - ターゲットを中心に一定距離内の敵キャラクターにもヒットする。クロノの｢回転斬り｣などが該当。
  - 自分中心円範囲 - 使用者を中心に一定距離内の敵キャラクターにヒットする。ロボの「サークルボム」などが該当。

### 時間移動
タイムトラベルをテーマとする本作では、同じ世界を複数の時代に跨って冒険する。各時代は上述した通りであり、それぞれの時代を行き来するには時空のゆがみである「ゲート」（タイムゲート）を通る必要がある。ゲートは異なった時代の同じ場所を繋ぐ「門」であり、存在する場所と繋がった時代は決まっているため、当初は特定の場所からのみ時間移動する形となる。基本的にゲートの使用に制限は無く、序盤に手に入る「ゲートホルダー」というアイテムがあれば自由に時間を行き来できる。
「時の最果て」に到達すると以降はここを拠点に各時代へと赴く形となる。それまで別の時代のゲート同士が繋がっていたのが全て時の最果てに繋がるようになり、逆に時の最果てからは発見済のゲート全てに移動可能になる。しかし一部、ゲートホルダーを奪われたり、ゲートに封印が施されると言った制限が掛かるシーンもある。
異なる時間を生きる者が4人以上同時に時空のゆがみに入ると次元の力場がねじれるという理由により、本作は3人パーティで行動し、残りの仲間は時の最果てで待機する。時の最果ては全ての時間に繋がっているため、待機中の仲間も一部例外を除いていつでも呼び出して編成可能。
ストーリーが進むとタイムマシン「シルバード」を入手し、任意の時間移動が可能になる。当初はシルバードに移動機能が無いため移動場所は決まっているが、終盤にはシルバードに飛行機能が搭載され、フィールドの移動と時間移動の双方が自由に行えるようになる。

### つよくてニューゲーム
「つよくてニューゲーム」とは、SFC版では「黒の夢」を攻略後にセーブして（クエストタイトルは「星の夢の終わりに」）、ゲームクリアをすることで現れるモード。PS版ではクリアを記録したシステムデータがスロット中のメモリーカードに存在すれば、DS版以降では一度でもクリアデータを記録していれば、セーブデータをロードする際に選択できるようになる。
このモードでは任意にセーブデータを選んで、そのセーブデータのレベル・技能・アイテムを引き継いだままゲームの最初から新しく始めることができる。ただし、お金、各種ポイント、プレイ時間、一部の重要イベントアイテム（グランドリオンなど）は引き継ぐことができない。DS版では「次元の闘技場」の育成モンスターのデータも初期化される。
また、このモードではゲーム開始すぐの場所にラストボスへの道筋が設置されるため、特定のイベント中以外はいつでもラストボスに挑むことができる。よって、開始直後にクロノ1人でラスボスに挑むことも可能である。エンディングはマルチイベント発生前（クロノ離脱前）までに10種類あり、イベントの進行度や特定条件によって見られるエンディングが変わる（なお、ラストボスに負けることで見られる専用のバッドエンドも存在するが、エンディングリストでは扱われない）。また、マルチイベント発生後のメインエンディングにもバリエーションがあり、それまでのプレイヤーの行動によって内容が細かく変化する（PS版以降のエンディングリストでは、魔王を仲間にするかによって大別して2種類として扱われているが、さらにそれぞれシルバードの存在によっても内容が大きく変わり、その他のイベントでも細部が変化する）。DS版以降ではさらに新たなもう1種類のエンディングが追加されている。なお、PS版ではシステムファイルに見たエンディングの履歴を蓄積することで、DS版以降ではクリアデータを更新していくことで、「おまけ」・「ギャラリー」の内容が充実していく。

## サテラビュー
BSアナログ放送のサテラビューで、以下の4つのソフトが配信されていた。
クロノ・トリガー ジェットバイクスペシャル
本編中のミニゲーム、ジェットバイクだけを独立させたソフト。
クロノ・トリガー キャラクターライブラリー
味方、敵のキャラクターの詳細が載っているデータ集。
クロノ・トリガー ミュージックライブラリー
ゲーム中の音楽が聴けるデータ集、中身はオリジナルサントラとほぼ同一で、ゲーム未使用曲の2曲もサントラ同様に収録されている。ただし「風の憧憬」の曲名がライブラリ内の表示では「風のあこがれ」になっている。
ラジカル・ドリーマーズ -盗めない宝石-
サウンドノベル形式のゲーム。複数あるストーリーの中の1つが『クロノ・トリガー』の続編で、のちに『クロノ・クロス』の原型となった。

## 関連作品

### ゲーム攻略本
- 『クロノ・トリガー』集英社（Vジャンプブックス ゲームシリーズ）、1995年3月、雑誌コード 67301-23
スーパーファミコン版発売と同時に刊行された攻略本。
- 『クロノ・トリガー ザ・パーフェクト』 集英社（Vジャンプブックス ゲームシリーズ）、1995年6月、雑誌コード 67301-25
スーパーファミコン版の攻略本。
- 『クロノ・トリガー ザ・コンプリート』 集英社（Vジャンプブックス ゲームシリーズ）、1999年11月、ISBN 4-08-779042-8　
PlayStation版の攻略本。
- 『クロノ・トリガー パーフェクト・バイブル』 集英社（Vジャンプブックス）、2008年11月20日、ISBN 978-4-08-779483-0
ニンテンドーDS版の攻略本。DS版ソフトの発売と同時刊行。
- 『クロノ・トリガー アルティマニア』 スクウェア・エニックス、2009年1月20日、ISBN 978-4-7575-2469-9
ニンテンドーDS版の攻略本。スタジオベントスタッフによる攻略本シリーズ。1999年の年末に出された『クロノ・クロス　アルティマニア』の際に構想されていたもの。

### コミック
- 『時空冒険ヌウマモンジャー』 集英社（ジャンプコミックスデラックス）、キャラメル・ママ、原作：いざわひろし、漫画：菊池晃弘、1998年5月、ISBN 4-08-859022-8
『Vジャンプ』で連載されていた。タイトル通りヌウとマモが主役のギャグ漫画。

### 楽譜
- 『楽しいバイエル併用 クロノ・トリガー オリジナル・サウンドヴァージョン』 ドレミ楽譜出版社、1995年9月30日、ISBN 4-8108-2655-4
易しめのピアノ用アレンジされた楽譜。
- 『エレクトーンで弾く クロノ・トリガー』 ヤマハミュージックメディア、1998年12月10日、ISBN 4-636-64152-3
- 『クロノ・トリガー ピアノソロ [楽譜]』　スカイポート出版、稲辺克弥著、2007年1月10日、ISBN 4-9024-3831-3
- 『ピアノソロ 中級 クロノ・トリガー オリジナルサウンドトラック ベストセレクション』 ヤマハミュージックメディア、2009年11月20日、ISBN 978-4-636-84984-4
- 『ニンテンドーDS版 クロノ・トリガー オリジナル・サウンドトラック・ピアノ・コレクションズ』 ドリームミュージックファクトリー、2009年12月19日、ISBN 978-4-904456-20-0

上記のほか、複数のゲームとのカップリングで楽譜が収録された書籍がいくつか存在する。

### 音楽CD/レコード/DVD/BD
サウンドトラック
| 発売日                           | タイトル                                                                    | 規格品番                           | レーベル                                         | 備考 | 最高位 |
| -------------------------------- | --------------------------------------------------------------------------- | ---------------------------------- | ------------------------------------------------ | --- | ------ |
| 1995年3月25日                    | Chrono Trigger Original Sound Version                                       | PSCN（NTCP）-5021〜3               | NTT出版                                          | クロノ・トリガーの全曲と未使用曲2曲を収録した3枚組。 NTCPは2004年の再発売盤の品番（数字部分は同じ）。                                                         | ー     |
| 1995年6月25日                    | Chrono Trigger Arrange Version THE BRINK OF TIME                            | PSCN（NTCP）-5024                  | NTT出版                                          | アレンジバージョン。アレンジは光田康典、GUIDO（畑浩史、大槻“KALTA”英宣）による。 NTCPは2004年の再発売盤の品番（数字部分は同じ）。                             | ー     |
| 1999年12月18日 （2005年2月23日） | Chrono Trigger Original Soundtrack                                          | SSCX-10039 （SQEX-10045）          | 1999年、デジキューブ →スクウェア・エニックス/SMD | ゲーム中よりピックアップ21曲（PS音源のもの）とPS版バージョンのムービー9曲を収録。 発売日・品番の下段括弧は再発売盤のもの。                                    | ー     |
| 2009年7月29日                    | 【DS版】CHRONO TRIGGER Original Soundtrack                                  | SQEX-10167〜70                     | スクウェア・エニックス                           | DS版サントラ。ムービー・おまけなどを含めた作中BGMのほぼ全曲を収録した3枚組CDと、光田康典のインタビュー、ゲームの特典CDのミュージックビデオを収録したDVD付き。 | 99位   |
| 2015年10月14日                   | クロノ・トリガー&クロノ・クロス アレンジアルバム / ハルカナルトキノカナタへ | SQEX-10501                         | スクウェア・エニックス                           | 光田康典作家20周年を記念し制作されたアレンジアルバム。 | 6位    |
| 2015年12月16日                   | クロノ・トリガー&クロノ・クロス アレンジアルバム / ハルカナルトキノカナタへ | SQEX-10517〜8 （アナログレコード） | スクウェア・エニックス                           | 光田康典作家20周年を記念し制作されたアレンジアルバム。 | 6位    |
| 2019年7月10日                    | Chrono Trigger Original Soundtrack Revival Disc                             | SQEX-20066                         | スクウェア・エニックス                           | リマスターした楽曲が収録されたゲーム映像付きサウンドトラックBlu-ray。MP3音源ダウンロード機能付き。                                                            | 15位   |
| 2019年9月4日                     | CHRONO TRIGGER Orchestral Arrangement                                       | SQEX-10724                         | SQUARE ENIX MUSIC                                | 東京フィルハーモニー交響楽団によるフルオーケストラ版。 | 208位  |
| 2019年9月4日                     | CHRONO Orchestral Arrangement BOX                                           | SQEX-10727〜9                      | SQUARE ENIX MUSIC                                | 東京フィルハーモニー交響楽団によるフルオーケストラ版。『CHRONO CROSS Orchestral Arrangement』とのセットボックス。ピアノアレンジCD付き。                       | 21位   |
コンピレーション
| 発売日         | タイトル                                                               | 規格品番                   | レーベル                      | 備考 | 最高位 |
| -------------- | ---------------------------------------------------------------------- | -------------------------- | ----------------------------- | --- | ------ |
| 1996年1月21日  | オーケストラによるゲーム音楽コンサート5 -ライヴ・ベスト・コレクション- | SRCL-2739                  | ソニー・ ミュージックレコーズ | 様々なゲームの曲をオーケストラアレンジして実際に演奏したものを収録。「クロノ・トリガーのテーマ」の編曲は小野崎孝輔。                    | ー     |
| 2007年5月9日   | SQUARE ENIX BATTLE TRACKS Vol.1 SQUARE 1987〜1996                      | SQEX-10097                 | スクウェア・エニックス        | スクウェア・エニックスのゲームのバトルBGMを原曲のまま集めたサウンドトラックの第1弾。「戦い」を収録（音源はSFC版サントラのものと同様）。 | ー     |
| 2009年11月25日 | Love SQ                                                                | SQEX-10174                 | スクウェア・エニックス        | 『遥かなる時の彼方へ』『クロノトリガー』『カエルのテーマ〜戦闘勝利』が収録。                                                            | 176位  |
| 2010年9月15日  | Symphonic Fantasies-music from SQUARE ENIX                             | SQEX-10202                 | スクウェア・エニックス        | アレンジメドレーが収録。 | 102位  |
| 2010年11月24日 | クリスマス・コレクションズ music from SQUARE ENIX                      | SQEX-10211                 | スクウェア・エニックス        | 『風の憧憬』が収録。 | ー     |
| 2011年3月2日   | More SQ                                                                | SQEX-10238                 | スクウェア・エニックス        | 『風の憧憬』『世界変革の時』が収録。 | 107位  |
| 2011年9月7日   | SQ Chips                                                               | SQEX-10248                 | スクウェア・エニックス        | 『クロノ・トリガー』『クロノ・トリガー・キャラクターメドレー』が収録。                                                                  | 179位  |
| 2011年11月23日 | Cafe SQ                                                                | SQEX-10276                 | スクウェア・エニックス        | 『愉快なスペッキオ〜ゴンザレスのお歌』『時の回廊』が収録。                                                                              | 134位  |
| 2012年7月4日   | Battle SQ                                                              | SQEX-10314                 | スクウェア・エニックス        | 『魔王決戦』が収録。 | 72位   |
| 2012年7月4日   | Battle SQ                                                              | SQEX-10312〜3 (初回限定版) | スクウェア・エニックス        | 『魔王決戦』が収録。 | 72位   |
| 2012年7月4日   | Beer SQ                                                                | SQEX-10317                 | スクウェア・エニックス        | 『ガルディア王国千年祭』が収録。 | 81位   |
| 2013年11月27日 | クリスマス・コレクションズII music from SQUARE ENIX                    | SQEX-10411                 | スクウェア・エニックス        | 『クロノとマール〜遠い約束〜 エピローグ〜親しき仲間へ〜』が収録。                                                                       | ー     |
| 2013年12月11日 | Cure SQ                                                                | SQEX-10412                 | スクウェア・エニックス        | 『風の憧憬』が収録。 | 172位  |
| 2014年5月28日  | SQ SWING                                                               | SQEX-10434                 | スクウェア・エニックス        | 『カエルのテーマ』『クロノ・トリガー〜風の憧憬〜ロボのテーマ』『サラのテーマ〜時の回廊』が収録。                                        | 109位  |
| 2014年10月1日  | Military Tune The Album                                                | SQEX-10448                 | スクウェア・エニックス        | 『風の憧憬』が収録。 | ー     |
| 2015年11月25日 | Last SQ                                                                | SQEX-10521〜2              | スクウェア・エニックス        | 『世界変革の時〜クロノ・トリガー』『魔王決戦』『クロノ・トリガー・キャラクターメドレー』が収録。                                        | 74位   |
| 2018年12月19日 | SQUARE ENIX JAZZ Vol.2                                                 | SQEX-10699                 | スクウェア・エニックス        | 『風の憧憬』『クロノ・トリガー』が収録。                                                                                                | 270位  |
| 2019年10月2日  | SQEX acoustic arrangements                                             | SQEX-10730                 | スクウェア・エニックス        | 『魔王決戦』が収録。 | 293位  |

### 時空冒険 ぬうまもんじゃ〜
1996年7月31日に、Vジャンプフェスティバル'96にてアニメ化されて上映された。『月刊Vジャンプ』で連載されていた漫画『時空冒険ヌウマモンジャー』をベースとしたギャグアニメ作品。
なお、劇中冒頭のタイトル表示は漫画と同じくカタカナで『時空冒険ヌウマモンジャー』だが、Production I.Gによる作品名表記はひらがなで『時空冒険 ぬうまもんじゃ〜』となっている。

#### キャスト
- マモ - 田中真弓
- ヌウ - 茶風林
- ジョニー - 三木眞一郎
- ゴンザレス - 立木文彦
- モンスター - 松本保典
- 老人モンスター - 長島雄一
- 村人A - 中嶋聡彦
- 村人B - 置鮎龍太郎

#### スタッフ
- 原作 - 井沢寛、菊池晃弘（『月刊Vジャンプ』連載）
- 監督 - 川崎逸朗
- 脚本 - あみやまさはる
- キャラクターデザイン - 西野理恵
- 作画監督 - 岡村天斎
- 美術監督 - 小倉宏昌
- 編集 - 岡田輝満、小林容子（ジェイ・フィルム）
- 音楽 - 光田康典（ゲーム本編のBGMがそのまま使われている）
- プロデューサー - 位下博一（読売広告社）、内田哲夫（Production I.G）
- 制作 - Production I.G、読売広告社
- 制作協力 - キャラメル・ママ
- 協力 - スクウェア、集英社